# Cilly Levitus-Peiser
Cilly Levitus-Peiser (geboren am 19. Oktober 1925 in Frankfurt am Main als  Cäcilie Levitus; gestorben am 3. November 2010 in Langen) war eine tschechoslowakisch-israelisch-deutsche Sozialpädagogin und Holocaustüberlebende.

## Leben
Cilly Levitus  war das zweite von vier Kindern des Ignatz Levitus und der Regina, geborene Lesegeld, die aus Österreich-Ungarn stammten und seit 1918 die tschechoslowakische Staatsangehörigkeit besaßen. Die Eltern hatten in Karlsbad ein kleines, koscheres Hotel betrieben, lebten und arbeiteten dann in Frankfurt am Main, in Straßburg und wieder Frankfurt. Der Vater starb bereits 1931, und der Mutter gelang es, die Kinder in der israelitischen Waisenanstalt am Röderbergweg  unterzubringen, in welchem sie selbst eine Anstellung als Haushälterin fand.
Cilly erlebte nach der Machtübergabe an die Nationalsozialisten auf dem Schulweg in die jüdische Samson-Raphael-Hirsch-Schule die zunehmende gesellschaftliche Diskriminierung der Juden. Während der Polenaktion 1938 sollte die Familie aus dem Deutschen Reich ausgewiesen werden. Dem Heimleiter gelang es nach der Reichspogromnacht, für Cilly und ihre jüngere Schwester Jutta einen Platz in einem Kindertransport mit 24 Kindern am 22. November 1938 in die Niederlande zu finden, wo sie in das Nederlands Israëlitisch Meisjesweeshuis in  Amsterdam aufgenommen wurden. Die ältere Schwester Hanna konnte 1940 mit einem Kindertransport mit dem Schiff von Genua nach Palästina emigrieren. Der jüngere Bruder Josef blieb bei der Mutter in Frankfurt und wurde 1942 mit ihr in die Gegend von Lublin im von den Deutschen okkupierten Polen deportiert, wo sie Opfer des Holocaust wurden. 

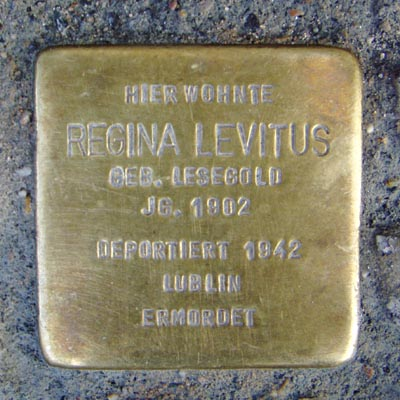
Stolperstein der Mutter in Frankfurt

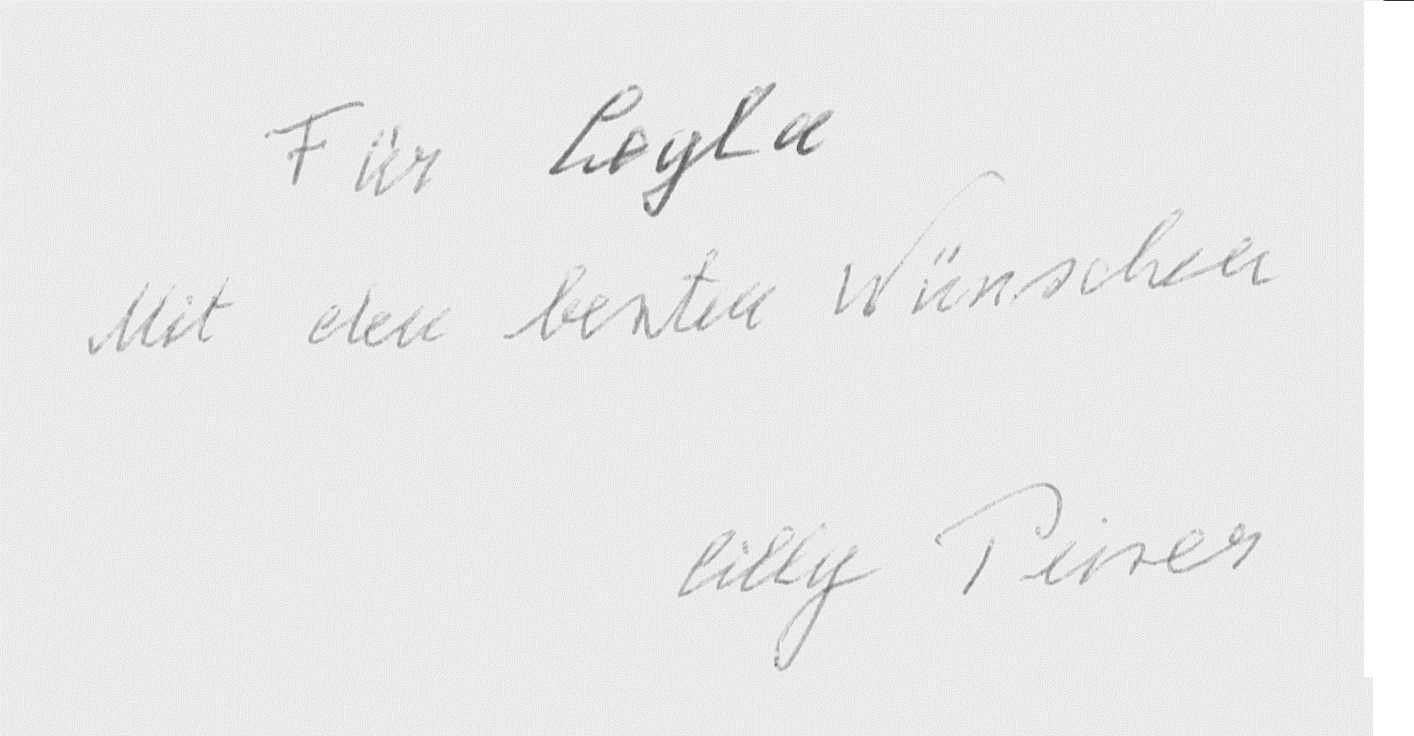
Ein Autogramm für eine Leserin

Cilly machte nach dem Volksschulabschluss eine Ausbildung zur Wirtschafterin und begann ab 1941 eine Ausbildung zur Säuglingsschwester. Sie erhielt daher eine Arbeitsgenehmigung, die sie „unabkömmlich“ stellte, als die deutschen Besatzer im Mai 1942 begannen, die niederländischen Juden im Durchgangslager Westerbork zusammenzupferchen, um sie in den Osten zu deportieren. Es gelang ihr mehrfach, ihre Schwester vor der Deportation zu bewahren. Schließlich folgte sie dem Rat des fünfzehnjährigen Heinz Landwirth (alias Jakov Lind) unterzutauchen. Sie und ihre Schwester hielten sich ab 1943 an getrennten und immer wieder wechselnden Orten mit gefälschten Papieren auf. Sie überlebten die Judenverfolgung dank der Hilfe von Niederländern, die sie gleichwohl nicht immer gut behandelten. Einmal half ihr auch der SS-Unterscharführer Alfons Zündler.
Nach Kriegsende heiratete sie 1946 einen Soldaten der Jüdischen Brigade und ging mit ihm und ihrer Schwester auf illegalem Weg in das britisch verwaltete Palästina. Dort bekam sie die Tochter Rina und arbeitete im Staat Israel als Sozialpädagogin. In dritter Ehe heiratete sie 1956 den Funkoffizier Hans Peiser. Mit dem 1957 geborenen Sohn Benny ging die Familie wegen der besseren Arbeitsmöglichkeiten 1957 nach Frankfurt. Ab 1970 machte sie eine Ausbildung zur Sonderpädagogin und arbeitete im Hessischen Schuldienst, bis sie 1986 eine eigene Praxis als Logopädin eröffnete.  
Sie wirkte 2000 bei der Gründung der Selbsthilfegruppe „Child Survivors Deutschland“ mit, deren erste Vorsitzende sie wurde. Der Autor Lutz van Dijk erarbeitete mit ihr eine autobiografische Erzählung, die 2002 erschien und aus der sie in der Folge als Zeitzeugin in Schulen vorlas. 
Am 5. Oktober 2009 wurde ihr für ihr soziales Engagement das Bundesverdienstkreuz verliehen. Am 25. November 2009 empfing Papst Benedikt XVI. sie und ihre Tochter Rina in Rom.

## Schriften
- Lutz van Dijk: Zu keinem ein Wort! Überleben im Versteck. Die Geschichte der Cilly Levitus-Peiser. Elefanten Press, München 2002, ISBN 3-570-14627-8.
- Memories of Survival in the Netherlands („Meine Erinnerungen“). In: Andrea Hammel, Silke Hassler, Edward Timms (Hrsg.): Writing after Hitler. The work of Jakov Lind. University of Wales Press, Cardiff 2001, ISBN 0-7083-1615-8, S. 193–198.